# Вэнь-цзун (династия Тан)
Вэнь-цзун (кит. 文宗; 20 ноября 809 — 10 февраля 840) — 17-й император китайской империи Тан, правивший в 827—840 годах.
Родился 20 ноября 809 года в семье императора Му-цзуна. При рождении получил имя Ли Ан. Получил хорошее образование. Взошёл на трон под именем Вэнь-цзуна в 827 году после убийства единокровного брата Цзин-цзуна.
С самого начала своего правления уменьшил придворную роскошь, сократил расходы на императорский двор, возобновив при этом практику аудиенций. Стал известен борьбой с коррупцией, назначал на важные административные должности способных чиновников, одновременно решив вернуться к политике Сянь-цзуна в отношении борьбы с влиянием военных губернаторов (цзедуши). В 827—829 годах он боролся с влиятельными цзедуши из клана Ли в городах Цанчжоу и Шицзячжуан (современная провинция Хэбэй). После достигнутого успеха императору покорились цзедуши из рода Ши, которые правили в префектурах на территории современных провинций Хэбэй и Шаньси. Однако попытка разбить Наньчжао закончилась поражением. Другой проблемой были речные пираты; для борьбы с ним император в 831 году создал специальное подразделение.
В то же время в 830 году обострилось противостояние между кланами Ню и Ли, что оказало негативное влияние на ситуацию в административном аппарате, сохранявшуюся до самой смерти императора. Вэнь-цзун пытался маневрировать между двумя партиями, и поэтому представители этих кланов часто сменяли друг друга на посту чэнсяна (канцлера).
Главной же целью Вэнь-цзуна являлось низложение и полное уничтожение евнухов. Первая попытка добиться этого, предпринятая в 830 году, оказалась неудачной. Второй раз он пытался осуществить это в 835 году, первоначально сумев с помощью одной группы евнухов расправиться с главой другой группы. В том же году им были организованы новые покушения на евнухов. На аудиенции Вэнь-цзуну рассказали о хорошем знамении — перед дворцом на гранатовом дереве проступила сладкая роса. Император послал евнухов исследовать это явление; по плану его воины должны были напасть на них в этот момент, однако один из солдат преждевременно выдал себя, и евнухи разбежались. после чего организовали казнь заговорщиков. Это событие получило название «Заговор сладкой росы». Неудача в деле ликвидации евнухов сильно повлияла на Вэнь-цзуна. Впоследствии — в 839 году — в результате интриг евнухов император был вынужден казнить наследника трона Ли Юна. Это ещё больше подорвало здоровье Вэнь-цзуна, и вскоре он умер 10 февраля 840 года.